# Теракт в торговом центре Найроби
21 сентября 2013 года четверо вооруженных людей в масках напали на престижный торговый центр в Найроби (Кения) Westgate. Имеются противоречивые данные о количестве погибших при нападении, так как часть торгового центра обрушилась из-за пожара, начавшегося во время осады. В результате атаки погиб 71 человек, в том числе 62 мирных жителя, пять кенийских солдат и все четыре боевика. Было ранено около 200 человек.
Экстремистская исламская группировка «аш-Шабааб» взяла на себя ответственность за инцидент, который она охарактеризовала как возмездие за размещение кенийских вооруженных сил в родной стране группировки, Сомали. Многие средства массовой информации также подозревали причастность повстанческой группы к нападению на основании более ранних предупреждений о репрессиях, которые она сделала после операции «Линда Нчи» с 2011 по 2012 год.
Кенийские власти арестовали десятки человек после нападения, но не объявили ни одного подозреваемого, непосредственно связанного с осадой. 4 ноября 2013 года кенийский суд обвинил четырёх граждан Сомали в укрывательстве боевиков в своих домах, каждый из которых не признал себя виновным.
20 сентября 2015 года журнал Foreign Policy сообщил, что нападение на Вестгейт 21 сентября длилось несколько часов, при этом последняя жертва была убита до того, как специальные силы безопасности Кении вошли в торговый центр. Торговый центр был официально объявлен охраняемым 24 сентября.

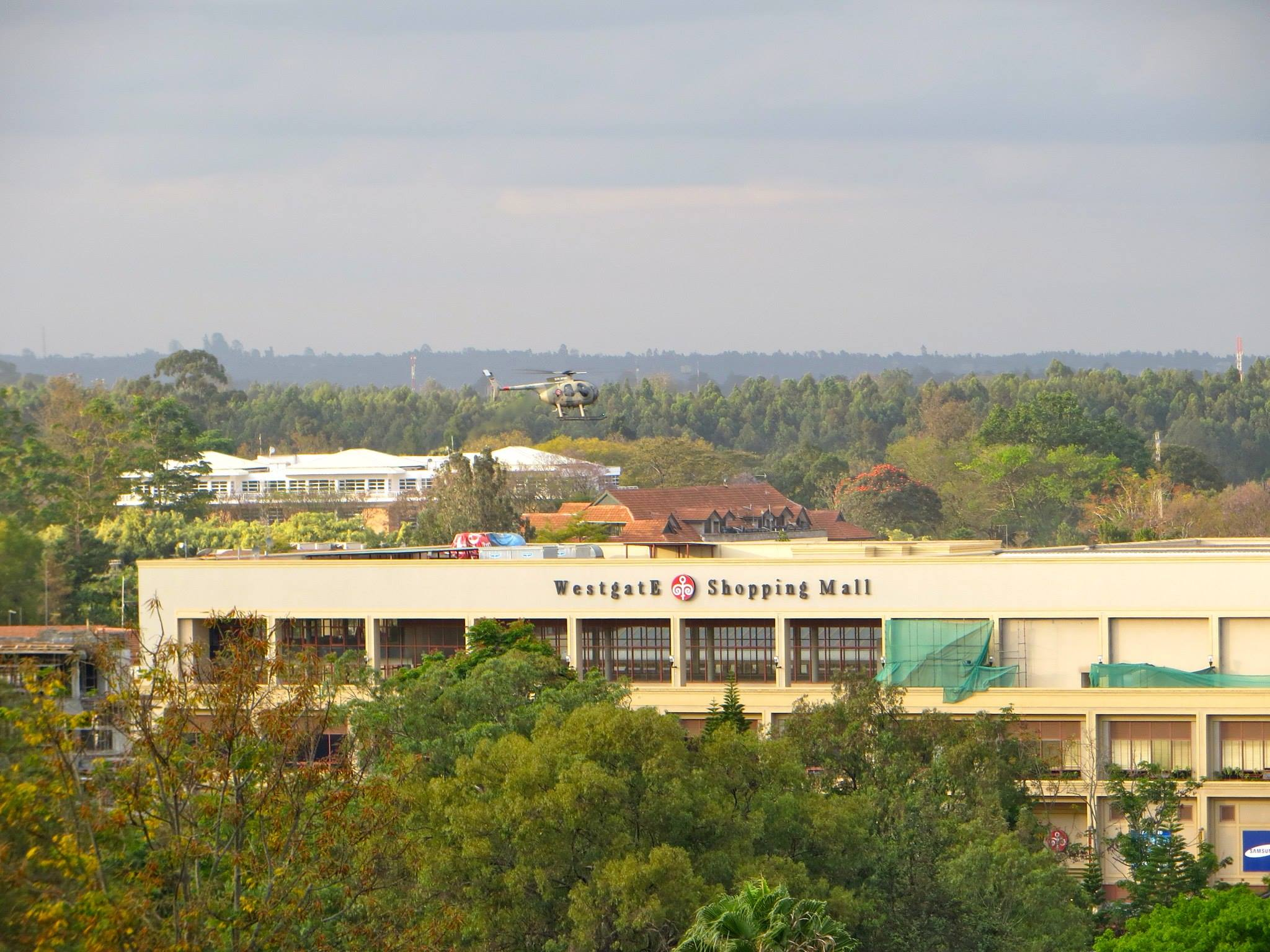
Кенийский военный вертолет MD 500 Defender завис над торговым центром Westgate, 23 сентября.

## Предыстория
Инцидент последовал за угрозами со стороны «аш-Шабааб» в конце 2011 года о нападениях в Кении в ответ на операцию «Линда Нчи», скоординированную военную операцию на юге Сомали, которая была начата против группировки сомалийскими вооруженными силами и силами обороны Кении. За неделю до инцидента и через месяц после того, как ООН предупредила о возможных нападениях, кенийская полиция заявила, что сорвала крупное нападение на последней стадии планирования после ареста двух человек с гранатами, автоматами АК-47 и жилетами смертников, набитыми шариками от подшипников.
Двое подозреваемых были из района Найроби, где живут сомалийские иммигранты. Также был начат розыск ещё восьми подозреваемых. The Sunday Telegraph заявила, что ознакомилась с документами ООН, в которых предупреждалось, что в предыдущем месяце угроза «попытки крупномасштабного нападения» в Кении была «повышенной». После инцидента сенатор от Найроби Майк Сонко заявил, что предупредил службы безопасности о возможном нападении за три месяца до этого. Когда произошел инцидент, страна отмечала Международный день мира.

## Стрельба и начало осады
В субботу, 21 сентября 2013 г., около полудня по меньшей мере четверо нападавших в масках (первоначально заявленные правительством возрастом от 10 до 15 лет) напали на торговый центр Westgate в районе Уэстлендс. Бои с вооруженной полицией продолжались более 48 часов спустя. Камеры в торговом центре показали, что боевики были вооружены автоматами и одеты в гражданскую одежду. Были дополнительные сообщения о взрывах гранат. Полиция окружила район и призвала жителей держаться подальше. В отчёте указывалось, что около 80 человек оказались в ловушке в подвале, но полиция сообщила, что они сопроводили некоторых покупателей в безопасное место и пытались поймать боевиков. Генеральный секретарь Общества Красного Креста Кении Аббас Гуллет заявил, что спасатели не смогли добраться до некоторых посетителей в торговом центре. Генеральный инспектор полиции Дэвид Кимайо написал, что «на месте происшествия была полиция, и район [был] окружен».
Роб Ван Дейк, сотрудник посольства Нидерландов, сказал, что, когда он ел в ресторане, нападение началось с гранат, за которым последовала стрельба, после чего посетители стали кричать и падать на землю. Другие свидетели заявили, что нападение началось в открытой зоне отдыха Artcaffe перед торговым центром. Сотрудник Artcaffe Патрик Куриа сказал: «Мы начали с того, что услышали выстрелы внизу и снаружи. Позже мы услышали, как они вошли внутрь. Мы укрылись. Затем мы увидели двух боевиков в черных тюрбанах. Я видел, как они стреляли». Некоторые из пострадавших были у входа в торговый центр после того, как нападавшие вышли на улицу, после чего началось противостояние с полицией. В торговом центре находились машины скорой помощи, когда спасатели начали перемещать появляющихся пострадавших. В сообщениях указывалось, что среди жертв были дети, а среди застрявших были посетители с маленькими детьми. Охранники торгового центра использовали тележки для покупок, чтобы вывозить раненых детей.
На кадрах национального телевидения видно, как десятки людей убегают через чёрный ход. Корреспондент Bloomberg Марко Луи находился на втором этаже торгового центра, когда началось нападение; он сказал, что два взрыва произошли с разницей примерно в пять минут. «Мы услышали шум с первого этажа, и люди побежали к парковке на крыше. Они паниковали, а потом прогремел второй взрыв, и люди запаниковали ещё больше». Другие очевидцы рассказали, что помимо гранат нападавшие использовали автоматы АК-47. Двадцать человек были спасены из магазина игрушек на верхнем этаже. Когда прибыли войска кенийской армии, они применили слезоточивый газ, чтобы попытаться выкурить нападавших из кинотеатра. Изрешеченные пулями автомобили остались брошенными перед торговым центром. Кимайо сказал: «Наши офицеры находятся на месте, проводят эвакуацию тех, кто находится внутри, и ищут нападавших, которые, как говорят, находятся внутри». Сотрудник полиции сообщил, что боевики забаррикадировались внутри супермаркета Nakumatt. Он указал, что там было три тела, и указал на лужу крови у магазина детской обуви. Затем он указал на бар с гамбургерами, где все ещё играла музыка, и указал, что там были найдены другие тела.

## Спасательные работы
Горан Томашевич, главный фотограф агентства Reuters по Восточной Африке, записал первые несколько часов терактов, в которых он описал сильно пострадавших людей, в том числе детей, женщин и мужчин, истекающих кровью от осколков и выстрелов. Абдул Юсуф Хаджи, сын бывшего министра обороны Кении Мохамеда Юсуфа Хаджи, получив текстовые сообщения от своего брата Нурдина Юсуфа Хаджи, агента по борьбе с терроризмом под прикрытием, который застрял в торговом центре, отправился в торговый центр с пистолетом и вошел с другими гражданскими спасателями. Он помог спасти мать и трех её дочерей, обеспечивая прикрытие с другими вооруженными спасателями. Фотографии Томасевича о спасательных операциях мирных жителей облетели весь мир.
Несколько других вооруженных и невооруженных гражданских лиц также участвовали в различных спасательных операциях. Бывший сотрудник SAS, бывший член крыла рейнджеров ирландской армии и внештатный сотрудник подразделения тактического реагирования дипломатической службы защиты (DPS-TRU) и бывший майор британских вооруженных сил Доминик Трулан помогли спасти жизни людей. Они работали консультантами по безопасности и помчались в торговый центр Westgate, когда боевики начали буйствовать. Под обстрелом они организовали спасение перепуганных покупателей.
К ночи торговый центр оставался закрытым, в то время как службы безопасности искали боевиков, которые, как они полагали, все ещё находились внутри с заложниками. Люди продолжали выползать из укрытий. Министр внутренней безопасности Мутеа Иринго тогда заявил, что правительство контролирует ситуацию. Кимайо также написал, что несколько других нападавших были задержаны после того, как силы безопасности вошли в торговый центр. Президент Ухуру Кеньятта сказал, что операция по обеспечению безопасности была «деликатной» и что главным приоритетом была защита заложников. Примерно в 2:30 — через час после сообщения об освобождении пяти «заметно потрясенных» заложников — Национальный центр операций по ликвидации последствий стихийных бедствий (NDOC) сообщил, что «в настоящее время ведутся крупные операции».
На следующий вечер, после наступления темноты, более чем через 24 часа после начала атаки в торговом центре все ещё слышалась стрельба. Военный представитель полковник Сайрус Огуна сказал, что большинство заложников были освобождены, заявив, что они «обезвожены и страдают от шока»; он добавил, что четверо кенийских солдат получили ранения в ходе спасательной операции. Десятки прохожих собрались у торгового центра, пока операции продолжались. Кеньятта сказал в обращении к нации, что «преступники теперь все находятся в одном месте внутри здания… У нас есть все шансы успешно нейтрализовать террористов, на которые мы можем надеяться». Он также призвал к терпению и сообщил, что получил «многочисленные предложения помощи от дружественных стран». 23 сентября Ленку заверил, что «мы делаем все возможное, хотя и осторожно, чтобы положить конец этому процессу», и сказал, что по меньшей мере трое боевиков были убиты и десять кенийских солдат ранены. В тот же день были ранены ещё 11 солдат, а трое кенийских коммандос были застрелены с близкого расстояния. Также сообщалось, что во время нападения обрушились три этажа торгового центра, в результате чего несколько тел остались внутри.
В ночь с 23 на 24 сентября в стрельбе наступило затишье, но в ранние утренние часы она возобновилась. В течение дня полиция заявила, что они проводят последнюю проверку комплекса, поскольку министерство внутренних дел опубликовало заявление, в котором говорится, что четырёхдневное нападение «очень близко к концу». Боевики все ещё были внутри. Кенийский Красный Крест заявил, что 63 человека все ещё числятся пропавшими без вести. В Найроби повседневная деятельность вернулась в нормальное русло; люди приходили к станциям переливания крови, было собрано более 650 тыс. долларов США для поддержки пострадавших семей.

### Израильское участие
Согласно израильским источникам, во время нападений торговый центр принадлежал израильтянам, и по крайней мере четыре ресторана в торговом центре принадлежали израильтянам. The International Business Times заявила, что Кения и Израиль заключили секретный договор о безопасности. Сообщается, что израильские военные советники участвовали в контратаке против захватчиков заложников и присоединились к боевым действиям,, хотя министерство иностранных дел Израиля отказалось подтвердить или опровергнуть участие своих сил.

### Мародерство
Через несколько дней после первого нападения кенийские солдаты были отправлены в торговый центр, чтобы спасти людей внутри и найти боевиков. Тем не менее, когда туда были отправлены солдаты, многие из них были засняты камерами, грабящими почти каждый магазин в торговом центре, пока он был осажден. Двое солдат были арестованы и заключены в тюрьму за кражу мобильных телефонов, ещё несколько человек были допрошены.

## Жертвы
| Страна            | убитых |
| ----------------- | ------ |
| Кения             | 48     |
| Великобритания    | 4      |
| Индия             | 3      |
| Канада            | 2      |
| Франция           | 2      |
| Австралия         | 1      |
| Китай             | 1      |
| Гана              | 1      |
| Нидерланды        | 1      |
| Перу              | 1      |
| ЮАР               | 1      |
| Республика Корея  | 1      |
| Тринидад и Тобаго | 1      |

Во время осады и в течение нескольких дней после неё число жертв оставалось неизвестным. Сообщается, что очевидцы видели 50 тел в торговом центре. Кроме того, сначала сообщалось о захвате заложников нападавшими, но позже выяснилось, что заложников никогда не удерживали, другие очевидцы также говорили, что видели десятки раненых. Неназванная местная больница сообщила, что она была перегружена из-за большого количества доставленных раненых и что, следовательно, перенаправили пострадавших во второе учреждение. По меньшей мере 71 человек был убит, в том числе четверо террористов. Помимо многочисленных кенийцев, которые были убиты, также погибло не менее 19 иностранцев разных национальностей. Национальный центр операций по ликвидации последствий стихийных бедствий сообщил, что возраст раненых варьируется от 2 до 78 лет Источники сообщили, что 175 человек были ранены, в том числе 11 солдат. Есть также сообщения о пытках, применяемых террористами. Среди известных жертв были кенийская журналистка Рухила Адатиа-Суд, племянник президента Ухуру Кеньятты Мбугуа Мванги и его невеста Розмари Вахито, ганский поэт и дипломат Кофи Авунор и канадский дипломат Аннемари Деслог. Министр внутренних дел Кении Джозеф Оле Ленку заявил, что израильтяне не подвергались нападениям. «На этот раз история не об Израиле. Министр говорит, что это внутренний кенийский вопрос. Его силы безопасности говорят ему, что эта террористическая организация не преследовала израильтян».
Большинство жертв были представителями деловой и политической элиты Кении, а также эмигрантами и дипломатами.

## Расследование
Офицеры британской полиции, базирующиеся в Кении, прибыли на место происшествия, чтобы помочь кенийским чиновникам по борьбе с терроризмом, и кенийские чиновники начали расследование. Также были усилены меры безопасности в общественных местах по всей Кении. 24 сентября поступило сообщение о десяти арестах. Объявляя об окончании операции, Кеньятта сказал, что «ведётся судебно-медицинское расследование для установления гражданства всех причастных», и предположил, что британка и два или три американца «могли быть причастны к нападению», но это не может быть подтверждено на данный момент времени. Начальник обороны Кении генерал Джулиус Каранджи заявил, что нападавшие были из «разных стран».
Национальная разведывательная служба (НРС) подверглась резкой критике за то, что не предупредила о нападении после того, как The Star сообщила, что два неназванных офицера НРС сообщили ей, что НРС передала предупреждения в полицию о нападении и что беременная женщина была предупреждена её братом, офицером НРС, не посещать торговый центр Westgate в ту субботу, «потому что она не сможет бегать со своим выпирающим животом». The Observer сообщил, что у Кении были предварительные данные о нападении в Найроби и что были сообщения о том, что агенты НРС находились в торговом центре за несколько часов до нападения. С самого начала расследованию мешал широкий спектр противоречивых показаний очевидцев о количестве нападавших, истинных личностях боевиков и даже их окончательной судьбе. Красный Крест числил пропавшими без вести более 60 человек, хотя полиция утверждала, что все они были среди погибших; в новостях некоторые из них были описаны как дополнительные террористы, сбежавшие живыми, хотя правительство Кении категорически это отрицает.
10 октября сообщалось, что после нападения полиция, армия и спецслужбы занимались «играми с обвинением». Сообщается, что некоторые международные группы судебно-медицинских экспертов вернулись домой, разочарованные тем, что им не предоставили полный доступ в торговый центр.

## Преступники
Первоначально МВД заявило: «Возможно, это нападение террористов, поэтому мы очень серьёзно относимся к этому вопросу». Начальник полиции Найроби Бенсон Кибу назвал инцидент «террористическим» актом и добавил, что, вероятно, в нём участвовало не более 10 преступников. Сенатор Биллоу Кероу сказал: "Слишком рано говорить, что это за люди, но из того, что мы получаем, это люди, говорящие на языке суахили. Это люди, которые, кажется, знают, что делают, в значительной степени организованы. Это действительно шокирует, потому что, судя по тому, что мы получаем, они не обычные головорезы.
Очевидец сказал, что нападавшие приказали мусульманам уйти, а немусульмане станут мишенью. Других попросили назвать мать исламского пророка Мухаммеда, чтобы отличить мусульман от немусульман. Они также отличали мусульман от немусульман, прося прочитать шахаду. Журналистам Associated Press «аш-Шабааб» назвала это «тщательным процессом проверки… чтобы отделить мусульман от кафиров». Камеры видеонаблюдения зафиксировали боевиков, разговаривающих по мобильным телефонам и кланяющихся в исламской молитве между атаками.
Секретарь кабинета внутренних дел Джозеф Ленку заявил, что в нападении участвовало от 10 до 15 боевиков и что кенийские силы контролировали камеры видеонаблюдения, установленные внутри торгового комплекса. Свидетели, которым удалось бежать, также утверждали, что слышали, как некоторые боевики говорили либо по-арабски, либо по-сомалийски. Через несколько часов ответственность за нападение взяла на себя «аш-Шабааб». По сообщению кенийской Capital FM, один из нападавших скрылся после того, как свидетель заметил, как он смешивался с жертвами, когда их спасали. Министр иностранных дел Амина Мохамед заявила, что «аш-Шабааб» действовала не в одиночку, и нападение было частью международной кампании террора; и что среди нападавших были «два или три» гражданина США и британец. «Аш-Шабаб ищет значимости в международном масштабе, особенно после смены руководства, и хочет показать, что они по-прежнему являются силой, с которой нужно считаться». Предположение о том, что в их рядах был британский преступник, было категорически отвергнуто «аш-Шабааб». Позже официальные лица Кении снизили предполагаемое количество боевиков до четырёх-шести боевиков. Среди стрелявших — военный представитель по имени Абу Баара ас-Судани (гражданин Судана), Омар Набхан (кенийский араб), Хаттаб аль-Кене (сомалиец из Могадишо) и Умайр (неустановленного происхождения). Разведывательное управление Норвегии (РУН) объявило в начале октября, что оно направило своих офицеров в Кению для расследования сообщений о том, что норвежский гражданин сомалийского происхождения по имени Хасан Абди Зухулоу также был причастен к планированию и осуществлению нападения. В 2015 году было подтверждено, что 23-летний Зухулоу был преступником и погиб во время нападения. Мигрировав в Норвегию в 1999 году, Зухулоу ранее находился под наблюдением РУН. 18 октября сообщалось, что два тела, найденные в руинах части центра, с автоматами АК-47 рядом с ними, вероятно, принадлежали двум нападавшим.
До того, как он был заблокирован, аккаунт в Твиттере, якобы представляющий «аш-Шабааб», опубликовал серию сообщений, в которых утверждалось, что теракты были «просто возмездием» за преступления, совершенные кенийскими военными. «Долгое время мы вели войну против кенийцев на нашей земле, теперь пришло время сменить поле битвы и перенести войну на их землю», — говорится в одном из постов. «Атака на #WestgateMall — это лишь малая часть того, что мусульмане в Сомали пережили от рук кенийских захватчиков», — сказал другой. Они предупредили правительство Кении, что любая попытка кенийских сил приземлиться на крышу поставит под угрозу жизни заложников. Twitter заблокировал аккаунт до того, как атака закончилась.
Представитель группы Шейх Али Мохамуд Раге сказал: «Если вы хотите мира в Кении, этого не произойдет, пока ваши мальчики находятся в [Сомали]». Другой представитель «аш-Шабааб», шейх Абдул-Азиз Абу Мускаб, заявил «аль-Джазире», что нападение было совершено в отместку за то, что кенийские войска вошли в Сомали, и что время было намеренно выбрано для внезапного нападения. «Аш-Шабааб» повторила свои требования об уходе Кении из Сомали. В день окончания операции Раге пригрозил дальнейшими «черными днями», если Кения не выведет свои войска из Сомали и не скажет, что осада была всего лишь «дегустацией того, что мы будем делать».
Кенийские власти арестовали десятки человек после нападения, но не объявили ни одного подозреваемого, непосредственно связанного с осадой. 4 ноября 2013 года кенийский суд предъявил обвинения четырём лицам, которые, как сообщается, являются гражданами Сомали в связи с нападением. Названные Мохаммедом Ахмедом Абди, Либаном Абдуллахом, Аднаном Ибрахимом и Хусейном Хасаном, они были обвинены в поддержке террористических ячеек в Кении, укрывательстве боевиков в своих домах, незаконной регистрации в качестве граждан Кении и получении поддельных документов, удостоверяющих личность. Однако никого из мужчин не обвинили в том, что они были стрелками, участвовавшими в осаде. Все четверо обвиняемых не признали себя виновными в обвинениях, и их не представлял адвокат. Суд постановил задержать мужчин до слушания дела через неделю.
Отдельное расследование нападения было проведено Департаментом полиции Нью-Йорка (NYPD). Выводы отчета, опубликованного в декабре 2013 года, предполагают, что нападение было совершено только четырьмя террористами «аш-Шабааб», и все они, скорее всего, сбежали из торгового центра живыми. Однако расследование, проведенное представителями Кении и Государственного департамента США, показало, что, хотя нападение совершили всего четыре боевика, все они, вероятно, были убиты во время противостояния. Лейтенант Кевин Йорк из разведывательного отдела полиции Нью-Йорка также признал, что расследование полиции Нью-Йорка, в котором не было представителей группы западных следователей, помогавших Кении в расследовании, было «основано исключительно на информации из открытых источников, которую мы собрали, и не является секретной».
Сообщается, что член «аш-Шабааб», который, как считается, был «вдохновителем» нападения на торговый центр, Адан Гарар, был убит в результате удара беспилотника 12 марта 2015 года. Гарар находился в автомобиле, сбитом ракетой недалеко от города Динсур на юге Сомали.
7 октября 2020 года кенийский суд вынес приговор трем обвиняемым, обвиняемым в помощи при подготовке нападения на торговый центр в Найроби. До вынесения приговора по делу было заслушано более 140 свидетелей. В приговоре главный магистрат Найроби Фрэнсис Андайи постановил, что Хусейн Хасан Мустафа и Мохаммед Ахмед Абди признаны виновными в заговоре с целью совершения теракта. В случае с третьим подсудимым не было достаточных доказательств обвинения в заговоре, поэтому он был оправдан. Ранее, в январе 2019 года, по тому же делу за отсутствием состава преступления был также оправдан обвиняемый. Старший научный сотрудник Human Rights Watch по Африке Оциено Намвайя заявил, что ни нападавшие, ни заказчики не были привлечены к ответственности, а осужденные были лишь свидетелями в деле.

## Реакции
Это нападение было названо одним из самых страшных террористических актов в Кении после взрыва посольства США в 1998 году Президент Ухуру Кеньятта заявил, что Кения «преодолевала террористические атаки раньше», и пообещал «выследить преступников, где бы они ни бегали».
10 октября 2013 года сообщалось, что президент Кеньятта признал, что операция в торговом центре была «неумелой», и обязался провести полное расследование. Ожидалось, что кабинет министров Кении создаст официальную комиссию по расследованию.
Генеральный секретарь Интерпола Рональд Ноубл осудил нападение и пообещал кенийским властям полную поддержку в их расследовании, предложив развернуть группу реагирования на инциденты, состоящую из специализированных судебно-медицинских экспертов, экспертов по борьбе с терроризмом, оперативных помощников и аналитиков. Ноубл в интервью ABC указал, что перед лицом крупных «легких» целей у правительств есть выбор: разрешить безопасность на входах или разрешить гражданам носить оружие для самообороны.
Многие страны выразили свое осуждение атак и сочувствие пострадавшим, в том числе Аргентина, Канада, Чили, Китай, Колумбия, Эритрея, Венгрия, Индия, Иран, Израиль, Италия, Сербия, Сомали, Танзания, США, Венесуэла, и Тринидад и Тобаго. Некоторые вновь заявили о своем осуждении во время общих прений шестьдесят восьмой сессии Генеральной Ассамблеи Организации Объединённых Наций.
Председатель Комиссии Африканского союза Нкосазана Дламини-Зума осудил нападения и подтвердил, что АС продолжит борьбу с «аш-Шабааб». Она также выразила солидарность АС с правительством и народом Кении. Европейский союз предложил свою поддержку. Генеральный секретарь ООН Пан Ги Мун выразил «тревогу» и предложил Кеньятте солидарность. Совет Безопасности ООН осудил нападение и призвал Кению принять к сведению, что любой ответ должен соответствовать международному закону о правах человека.
Президент Сомали Хасан Шейх Мохамуд осудил «бессердечные действия против беззащитных мирных жителей» и пообещал «стоять плечом к плечу с Кенией». Он также предостерег от предвзятости, заявив, что «у нас нет никаких доказательств того, что люди, которые сделали это, являются сомалийцами».
Король Марокко Мохаммед VI выразил «глубокие эмоции и негодование»; Президент Танзании Джакайя Киквете и президент ЮАР Джейкоб Зума также выразили соболезнования и подтвердили поддержку кенийских и международных усилий, «направленных на поддержание мира, стабильность, демократию и государственное строительство в Сомали». Президент Сахарской Арабской Демократической Республики и генеральный секретарь Фронта ПОЛИСАРИО Мохамед Абдельазиз выразил «печаль и тревогу по поводу шокирующей и трусливой бойни» и выразил «глубочайшие соболезнования» и «искреннее сочувствие» своей страны.